# Верхотурский кремль
Верхотурский кремль — крепостное сооружение в городе Верхотурье Свердловской области. Является единственным примером каменного крепостного сооружения на Среднем Урале (как и Тобольский кремль в Сибири). Это самый маленький и самый молодой кремль в России. Верхотурский кремль сейчас представляет собой целостный архитектурный ансамбль и является музейно-историческим комплексом. Архитектурный ансамбль кремля включает здание музея «Государевы амбары» и Троицкий собор с колокольней.

## Расположение
Верхотурский кремль расположен в 8 км от центра города Верхотурье. Расстояние до кремля от областных центров, — до Екатеринбурга — 300 км, до Перми — 382 км.

## История

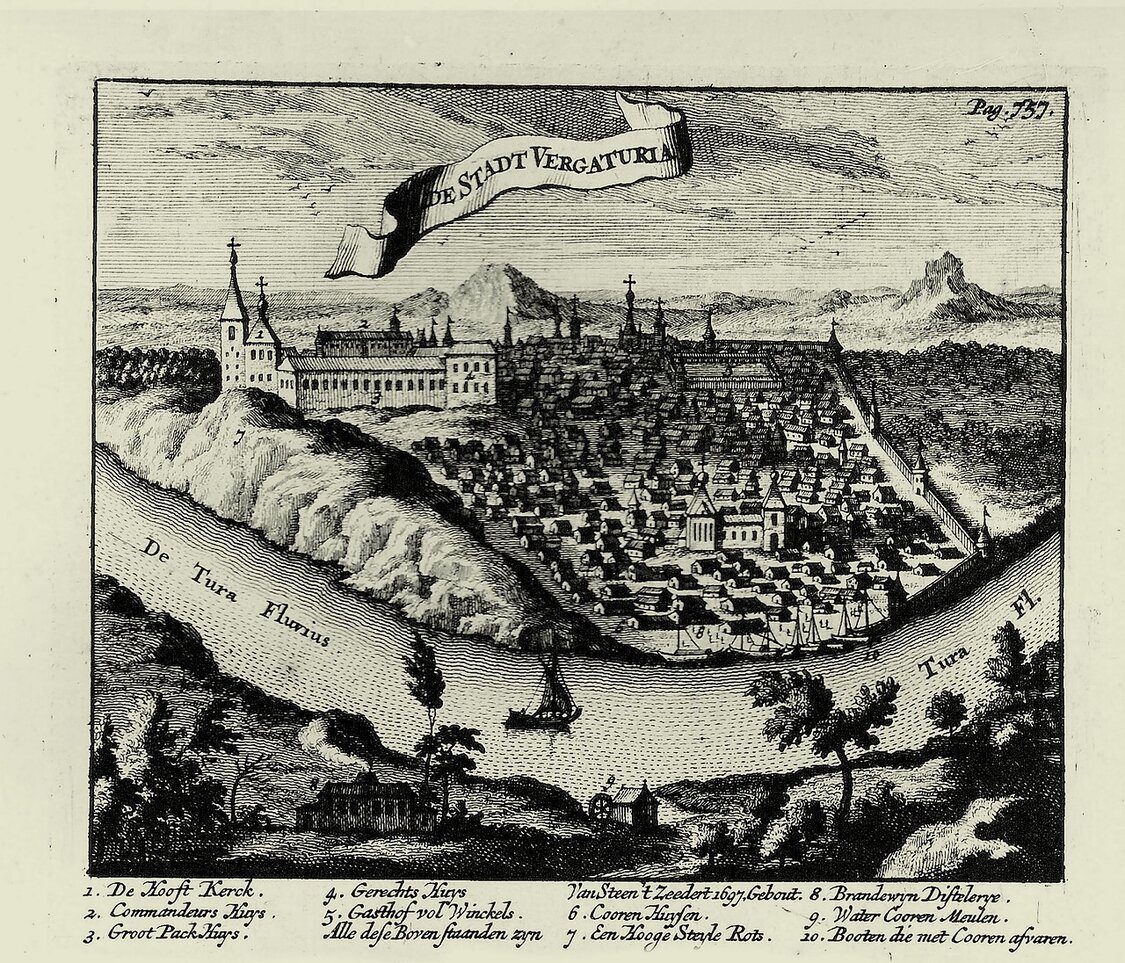
Верхотурье на гравюре Николааса Витсена в конце XVII века

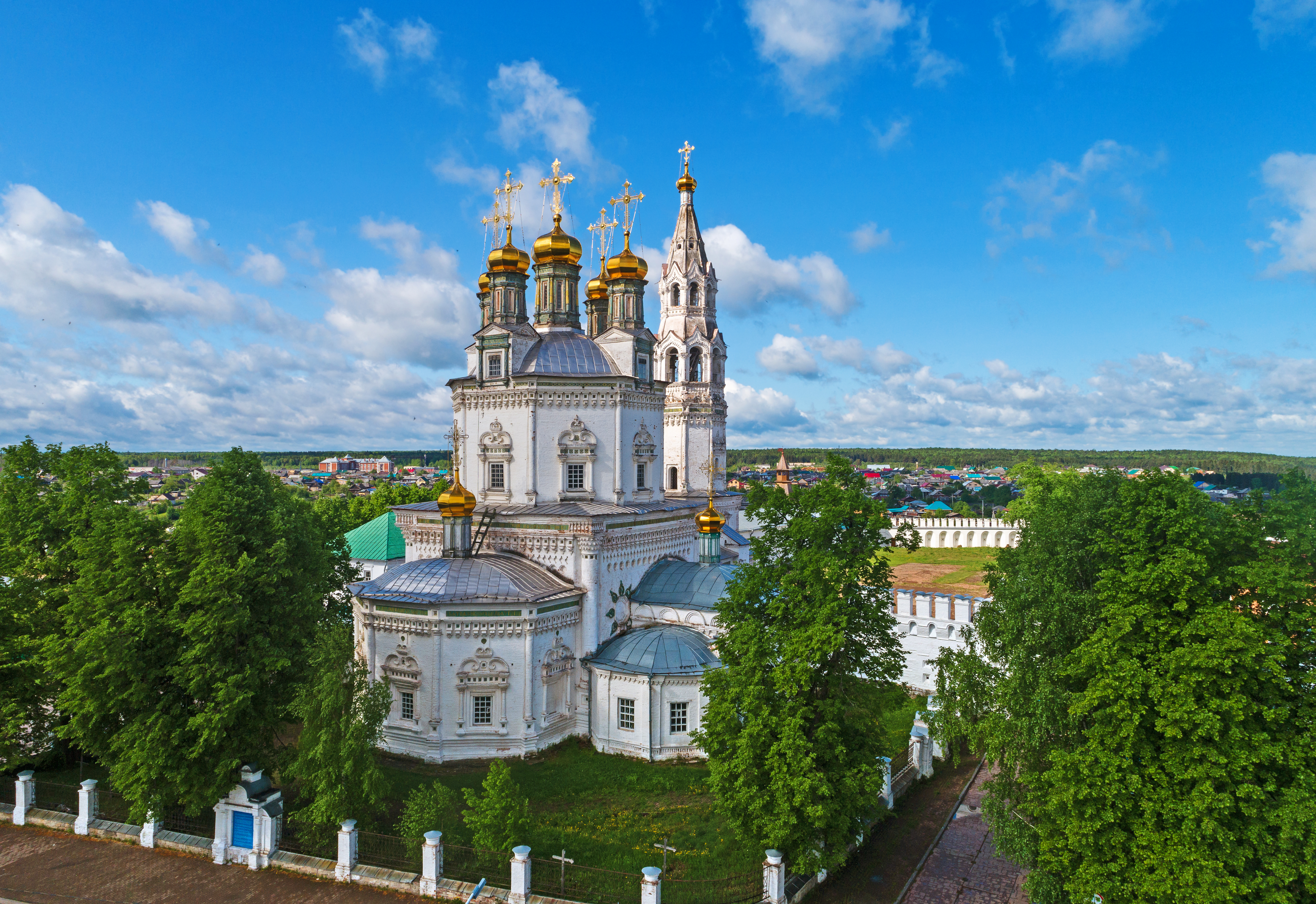
Троицкий собор Верхотурского кремля

В 1598 году на месте будущего каменного кремля был заложен деревянный острог. Основание Верхотурья воеводой Василием Головиным и письменным головой Иваном Воейковым было связано с открытием новой Бабиновской дороги от Соли Камской до верховий Туры. Место, на котором была основана крепость, имело выгодное расположение, высоко возвышаясь над Турой и имея с трёх сторон естественную защиту. Недалеко от него находилось вогульское городище Неромкар. Крепость обнесли острожной стеной с трёх сторон, за исключением реки. Она имели три башни, одна из которых была проезжей. Внутри острога находились деревянная Троицкая церковь, воеводский двор, съезжая изба и жилые избы служилых людей. Вскоре рядом с острогом возник торгово-ремесленный посад с Гостиным двором и Ямская слобода. Город быстро рос и обносился всё новыми стенами. К 1626 году периметр стен составлял 1340 м, на на них стояло 8 башен от 20 до 27 м высотой. На протяжении XVII века кремль расширялся и приобретал дополнительные башни.
Верхотурье ни разу не осаждалось неприятелем, однако часто горело, в том числе от попаданий молний. После очередного пожара в верхнем остроге при воеводе Кузьме Козлове по указу Петра I началось масштабное каменное строительство. Деревянная стена была заменена на каменную, из камня были также построены Гостиный двор, воеводский двор, приказные палаты, амбары и другие строения, а также Свято-Троицкий собор. Архитектурный ансамбль Верхотурского кремля сформировался к 1712—1714 годам.
У каменного Верхотурского кремля имелось всего две башни, которые были размещены не с наиболее угрожаемой напольной стороны, а с хорошо защищённой крутым обрывом западной стороны, что говорит о небоевой, а исключительно репрезентативной функции кремлёвских стен. Башни видны издалека и являются высотными доминантами кремлёвского ансамбля. О декоративной функции укреплений говорит и такая особенность Верхотурского кремля как замена многих участков стен поставленными в ряд или встроенными в стены зданиями. Например, южная стена заменялась амбарами и приказной палатой; западная стена — амбаром-житницей; северо-восточная стена — поварней. В восточную стену кремля был встроен Троицкий собор.
В XVIII веке Верхотурье становится столицей всего Урала. В конце XVIII века, в связи с реорганизацией местной администрации, для размещения городских и уездных учреждений стали требоваться специальные общественные здания. В связи с этим в 1802 году дом воеводы занял земский и уездный суд.
В 1880-е годы в Верхотурском кремле было построено пожарное депо. Последней дореволюционной постройкой в кремле стал одноэтажный кирпичный корпус уездного казначейства, построенный в 1912 году.

## Современность
К началу XXI века у кремля сохранилась только восточная стена с воротами и Троицким собором. Также с юга территория кремля была прикрыта зданием приказных палат и зданием государевых амбаров. В 2010-х годах было принято решение восстановить утраченные кремлёвские стены и башни. К 2015 году была воссозданы южная и северная башни кремля, восстановлены западная и северная стены, а также караульное помещение. Но из-за судебных разбирательств, кремль нельзя считать полностью восстановленным. Всё ещё отсутствует часть северной стены, а также не доделана северная башня — над ней не установлен исторически достоверный шатёр, отсутствует штукатурка.